# 圣阿加塔-福西利
圣阿加塔-福西利（義大利語：Sant'Agata Fossili），是意大利亚历山德里亚省的一个市镇。总面积8.04平方公里，人口463人，人口密度57.6人/平方公里（2009年）。ISTAT代码为006156。